# فانيسا كارلتون
فانيسا كارلتون (بالإنجليزية: Vanessa Carlton)‏ مواليد 16 أغسطس 1980 في بنسيلفانيا، الولايات المتحدة، هي مغنية وكاتبة غنائية ومغنية مؤلفة أمريكية بدأت مسيرتها الفنية عام 1998. أنهت دراستها في مدرسة باليه وبدأت بالغناء في ملاهي ونوادي نيويورك، بعد 3 أشهر عملت مع المنتج بيتر زيزو بعد توقيعها عقد مع شركة أي أند إم للتسجيلات، في سنة 2002 أنتجت أول ألبوم لها بعنوان بي نوت نوبودي وأغنيتها A Thousand Miles وصلت إلى المرتبة الخامسة في بيلبورد في سنة 2002. في 2004 أنتجت ألبومها الثاني هارمونيوم وفي 2007 أنتجت ألبوم هيروس أند ثيفس وألذي لم يلقى النجاح مثل سابقيه، في 2011 أنتجت رابع ألبوم بعنوان رابيتس أون ذا رن، في 2015 أنتجت خامس ألبوم بعنوان ليبرمان.

## الحياة الشخصية
كارلتون ولدت في ميلفورد وكانت أكبر أخوانها، والدها إدموند لي هو طيار ووالدتها هيدي لي هي عازفة بيانو، نشأت فانيسا كارلتون كيهودية نسبةً لديانة والدتها. أثناء مراهقتها عانت من الاكتئاب وثم فقدان الشهية العصابي وقد تم معالجتها نفسياً. عانت في 2013 من إجهاض مبكر جراء حملها، في ديسمبر 2013 تزوجت من جون ماكولاي، في يناير 2015 أنجبت كارلتون أول ابنة لها وسمتها سيدني.

## وصلات خارجية
- فانيسا كارلتون على موقع IMDb (الإنجليزية)
- فانيسا كارلتون على موقع ميوزك برينز (الإنجليزية)
- فانيسا كارلتون على موقع إن إن دي بي (الإنجليزية)
- فانيسا كارلتون على موقع أول ميوزيك (الإنجليزية)
- فانيسا كارلتون على موقع ديسكوغز (الإنجليزية)
- فانيسا كارلتون على موقع قاعدة بيانات الفيلم (الإنجليزية)

- الموقع الإلكتروني